# Hermanville
Hermanville é uma comuna francesa na região administrativa da Normandia, no departamento de Sena Marítimo. Estende-se por uma área de 4,71 km². Em 2010 a comuna tinha 118 habitantes (densidade: 25,1 hab./km²).